# Fasciculus posterior

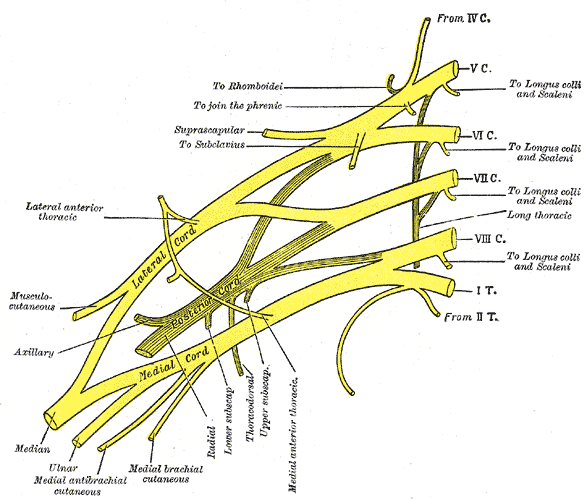
Armgeflecht, der Fasciculus posterior ist mit Posterior cord bezeichnet.

Der Fasciculus posterior (lat. für ‚hinteres Bündel‘) ist ein Nervenfaserbündel im Bereich des Armgeflechts (Plexus brachialis). Im Gegensatz zu den beiden anderen Bündeln des Armgeflechts (Fasciculus medialis und Fasciculus lateralis) bezieht der Fasciculus posterior Nervenfasern aus allen Nervenstämmen (Truncus superior, Truncus medius und Truncus inferior) und damit aus dem Bereich vom fünften Hals- (C5–C8) bis ersten Brustnerven (Th1). Aus dem Fasciculus posterior gehen Nervus axillaris, Nervus radialis, Nervus subscapularis und Nervus thoracodorsalis hervor.